# 勒尼 (阿列省)
勒尼（法語：Reugny，發音：[ʁøɲi] ⓘ），法国中部市镇，奥弗涅-罗讷-阿尔卑斯大区阿列省，隶属于蒙吕松区，其市镇面积为7.66平方公里，2022年1月1日时人口数量为262人，在法国市镇中排名第23,270位（2022年）。
勒尼位于阿列省西部，谢尔河右岸，连接蒙吕松和布尔日之间的干线公路由此通过。

## 地名来源
“Reugny”一名的来源及含义均尚有待考证。法国安德尔-卢瓦尔省境内有同名市镇。

## 历史
勒尼的早期历史尚不清楚，该地历史上长期为波旁地区的一个普通农业聚落。十二世纪末勒尼境内建成了一座小教堂，十四世纪时当地又新建了一座祷告院。法国大革命后，勒尼成为阿列省的一个市镇。

## 地理

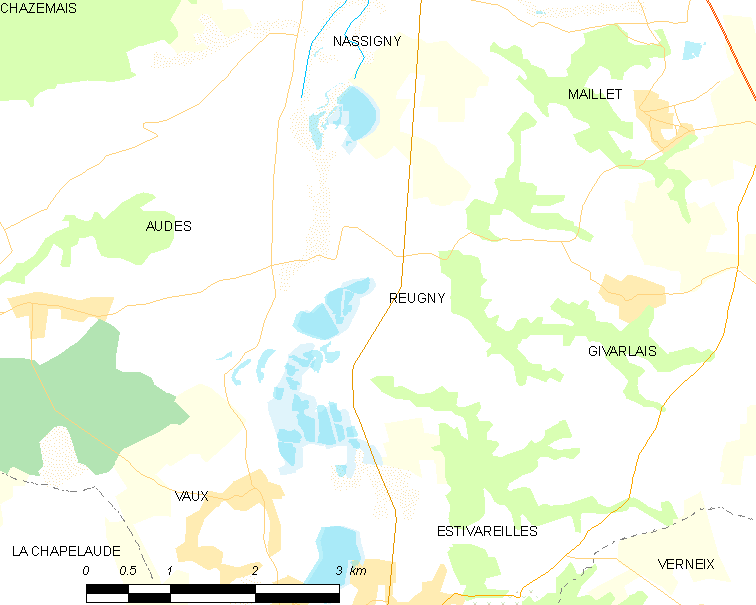
勒尼市镇范围地图

勒尼位于法国中部，奥弗涅-罗讷-阿尔卑斯大区西北部和阿列省西部偏北，距离省会穆兰大约63公里。与勒尼接壤的市镇包括：欧德、上博卡日、纳西尼、埃斯蒂瓦雷耶和沃。

### 地形
勒尼位于法国中央高原西北部边缘，波旁博卡日腹地，境内以浅丘和丘陵为主，市镇中心位于一处河谷地带，整体地势自西向东略有抬升，全境海拔在178到282米之间。

### 水文
谢尔河干流自南向北流经勒尼镇中心西侧，该河沿岸有多处洪水遗留形成的湖泊；其右岸支流瓦里尼溪（ruisseau de Varigny）和马洛尔日溪（ruisseau de Malorges）分别自东向西流经市镇南侧和北侧。

### 植被
勒尼属于温带阔叶混交林区，林地多分布于河流附近及坡地地带。
在鲜花城市的评比中，勒尼暂未被评级。

### 自然灾害
勒尼的地震危险度等级为2级，属于低危险；氡辐射等级为1级，属于低危险。1982至2025年1月间，勒尼境内共发生6次有记录的自然灾害，其中3次洪涝，1次干旱。

### 气候
勒尼在柯本气候分类法中属于带有一定大陆性气候特征的温带海洋性气候（Cfb）。

## 行政区划
勒尼的市镇编号为03213，邮政编号为03190。
在行政管理方面，勒尼隶属于法国奥弗涅-罗讷-阿尔卑斯大区阿列省蒙吕松区；在地方选举方面，勒尼隶属于于列勒县，其市镇范围全境被划入阿列省第二选区；在社会管理方面，勒尼是谢尔河谷市镇公共社区的组成部分。
截至2025年3月，勒尼市镇范围内暂无任何安全优先街区及城市政策优先街区。
法国国家统计与经济研究所（简称“INSEE”）在进行数据统计时，未将勒尼划入任何城市核心区（Unité urbaine），并将包括勒尼在内的周边共109个市镇划为蒙吕松城市辐射区。此外，INSEE还将勒尼市镇整体看作一个“块区”（IRIS），以便于统计人口分布情况。

## 交通

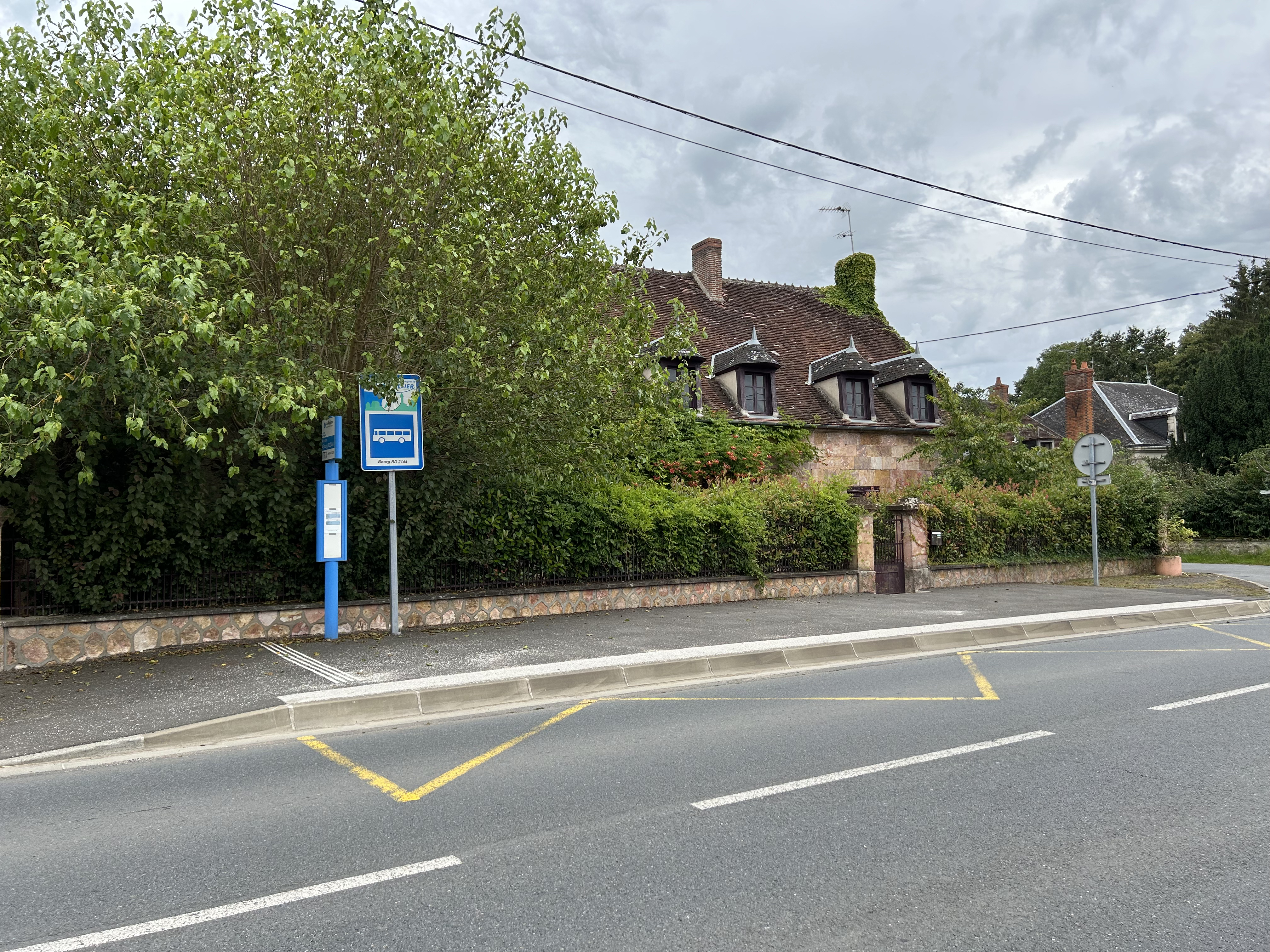
长途巴士停靠站

### 公路
阿列省省道D70线、D414线和D2144线在勒尼境内交汇。奥弗涅-罗讷-阿尔卑斯城际巴士（商业名称为“Cars Région”）下属的B18线停靠勒尼，可前往蒙吕松、塞里伊等地。
2021年，73.8%的勒尼家庭拥有至少一辆私人汽车。2020年，勒尼境内共发生各类交通事故1起，造成1人重伤。
| 9 | 5.5 |

| 10 | 19 |

| 穆兰 | 62 |

| 阿列省科讷 | 20 |

| 蒙吕松 | 14 |

| 代塞尔蒂讷 | 12 |

| 拉沙普洛德 | 12 |

| 瓦隆昂叙利 | 10 |

### 铁路
距离勒尼最近的运营中的客运铁路车站为1.8公里外的马涅特站上，该站停靠往返于圣阿芒蒙龙和蒙吕松一线的区域列车，部分班次可直通科芒特里。

### 航空
勒尼距离沙托鲁机场的公路里程大约100公里。

### 城市公共交通
截至2025年3月，勒尼暂无城市公共交通系统。

## 政治

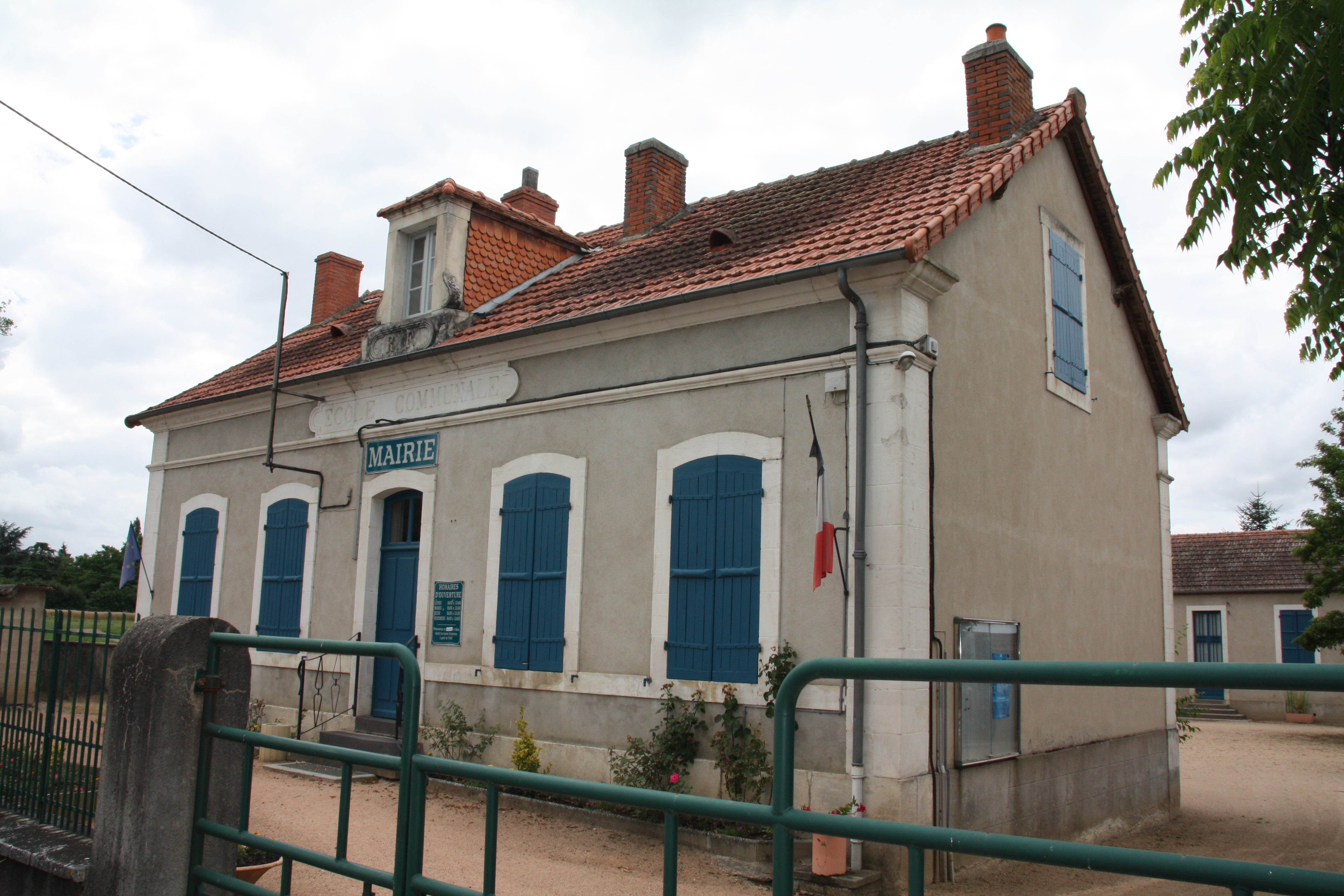
勒尼市政厅

勒尼的现任市长为菲利普·沙尔韦龙先生（Philippe CHARVÉRON），他的党籍不详，自2023年9月起担任市长职务；其前任为贝尔纳·加尔松先生（Bernard GARSON），他的党籍不详，在2020年的市政选举中获得了100%的支持率（无其他候选人），他于2023年5月在任期内因病逝世。
在2022年的法国总统大选的第二轮选举中，法国极右翼政党国民阵线主席玛丽娜·勒庞在勒尼获得了52.56%的支持率。

## 人口
2022年，勒尼市镇人口数量为262，在法国排名第23,270位。其中男性121人，女性139人，75岁及以上人口占13.3%，外籍人口数量为3人，人口密度为34人/平方公里，当地居民的称谓尚不清楚。2015至2021年间，勒尼的人口增长率为0.5%。2022年，勒尼境内出生2人，死亡人口1人。
| 勒尼1901年－2022年人口变化情况 |
|                                |
| 数据来源：Cassini、INSEE       |

## 经济
INSEE于2020年将勒尼划入蒙吕松就业区（Zone d'emploi de Montluçon），并又于2022年将其划入蒙吕松生活区（Bassin de vie de Montluçon）。截至2024年12月，勒尼市镇范围内共有各类用人单位（包含自雇）28家，与上一年同期持平。

## 财政与居民收入
2023年，勒尼的财政收入总额为235,690欧元，财政支出总额为212,960欧元，当年的债务总额为234,180欧元。2023年，勒尼市镇通过增值税获得2,290欧元的收入，此外当地还共获得了148,220欧元的国家直接财政补助。
| 勒尼居民收入情况                                                                                   | 勒尼居民收入情况    | 勒尼居民收入情况    | 勒尼居民收入情况    |
| 内容                                                                                               | 勒尼                | 阿列省              | 法國                |
| -------------------------------------------------------------------------------------------------- | ------------------- | ------------------- | ------------------- |
| 居民平均时薪                                                                                       | 不详                | 14.2欧元（2022年）  | 17欧元（2022年）    |
| 高级职员人均时薪                                                                                   | 不详                | 24.6欧元（2022年）  | 29.1欧元（2022年）  |
| 中级职员人均时薪                                                                                   | 不详                | 15.8欧元（2022年）  | 16.6欧元（2022年）  |
| 普通职员人均时薪                                                                                   | 不详                | 11.4欧元（2022年）  | 12.1欧元（2022年）  |
| 工人人均时薪                                                                                       | 不详                | 12.4欧元（2022年）  | 12.5欧元（2022年）  |
| 贫困率                                                                                             | 不详                | 16.2%（2021年）     | 14.5%（2021年）     |
| 青壮年（15至64岁）失业率                                                                           | 8.6%（2021年）      | 12.6%（2021年）     | 10.4%（2021年）     |
| 家庭总数                                                                                           | 113（2022年）       | 500（2022年）       | 1,160（2022年）     |
| 征税家庭数量占比                                                                                   | 40.5%（2023年）     | 45.3%（2022年）     | 44.8%（2022年）     |
| 家庭年均纳税                                                                                       | 2,083欧元（2023年） | 2,225欧元（2022年） | 4,481欧元（2022年） |
| *注：INSEE未公布2,000人口以下市镇的部分经济数据。 资料来源：INSEE、L'Internaute、Le Journal du Net |                     |                     |                     |

## 社会事务

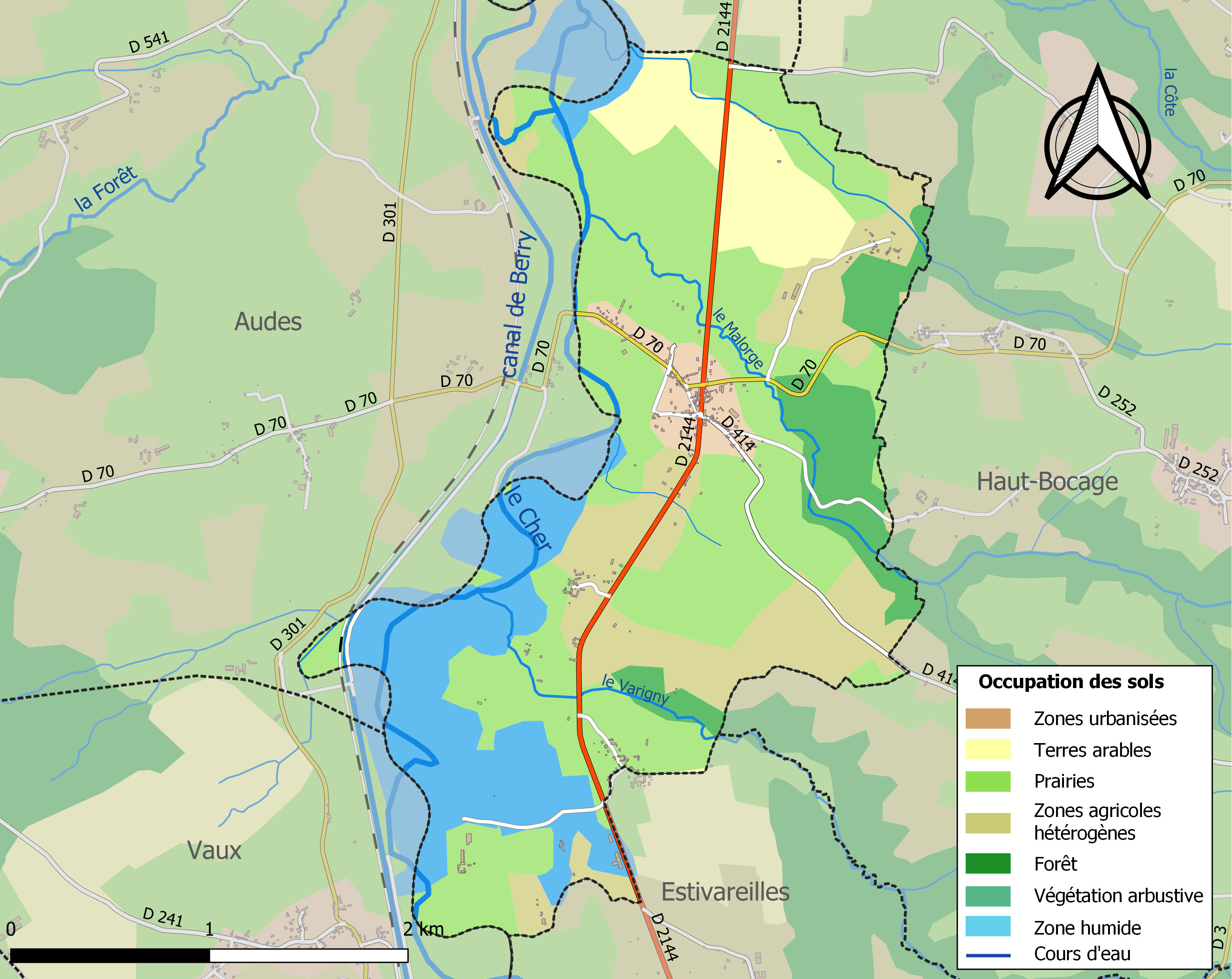
勒尼土地利用情况地图

### 教育
勒尼属于克莱蒙费朗学区。截至2023年1月1日，勒尼境内共有1所小学。

### 医疗
截至2023年1月1日，勒尼境内暂无任何医疗机构及相关从业人员。
距离勒尼最近的区域性医疗机构为“蒙吕松-内里莱班中心医院”（Centre hospitalier de Montluçon - Néris les Bains），其主病区医院位于蒙吕松市中心东侧，距离勒尼市区的正常车程大约20分钟，该院设有床位619个。

### 住房
2021年，勒尼境内共有各类住房149套，其中100.0%为独立式住宅，0.0%为集中式住宅。常住房屋占勒尼市镇范围内居民建筑总量的77.2%。2023年，勒尼的居住税率为26.05%，不动产税率为43.55%（其中空置土地的不动产税率为55.53%）。
在住房保障政策方面，2023年，勒尼境内共有35户家庭获得了家庭津贴补助，受益人数占总人口数量的13.4%，无人获得房租补助。

### 商业
2023年，勒尼境内共有各类实体商铺5家，其中餐厅1家、美容美发店1家、汽车维修店1家。

### 体育
2023年，勒尼境内共有1处网球场。
截至2025年3月，勒尼境内暂无任何注册足球俱乐部。

### 环境
勒尼的环境事务由其所属的谢尔河谷市镇公共社区联合各级政府协调负责。2023年，勒尼境内暂无污染企业。

### 治安
2023年，勒尼市镇范围内累计记录各类案件7起，其中盗窃类案件3起，人身侵犯类案件1起，无毒品交易类案件。

## 文化

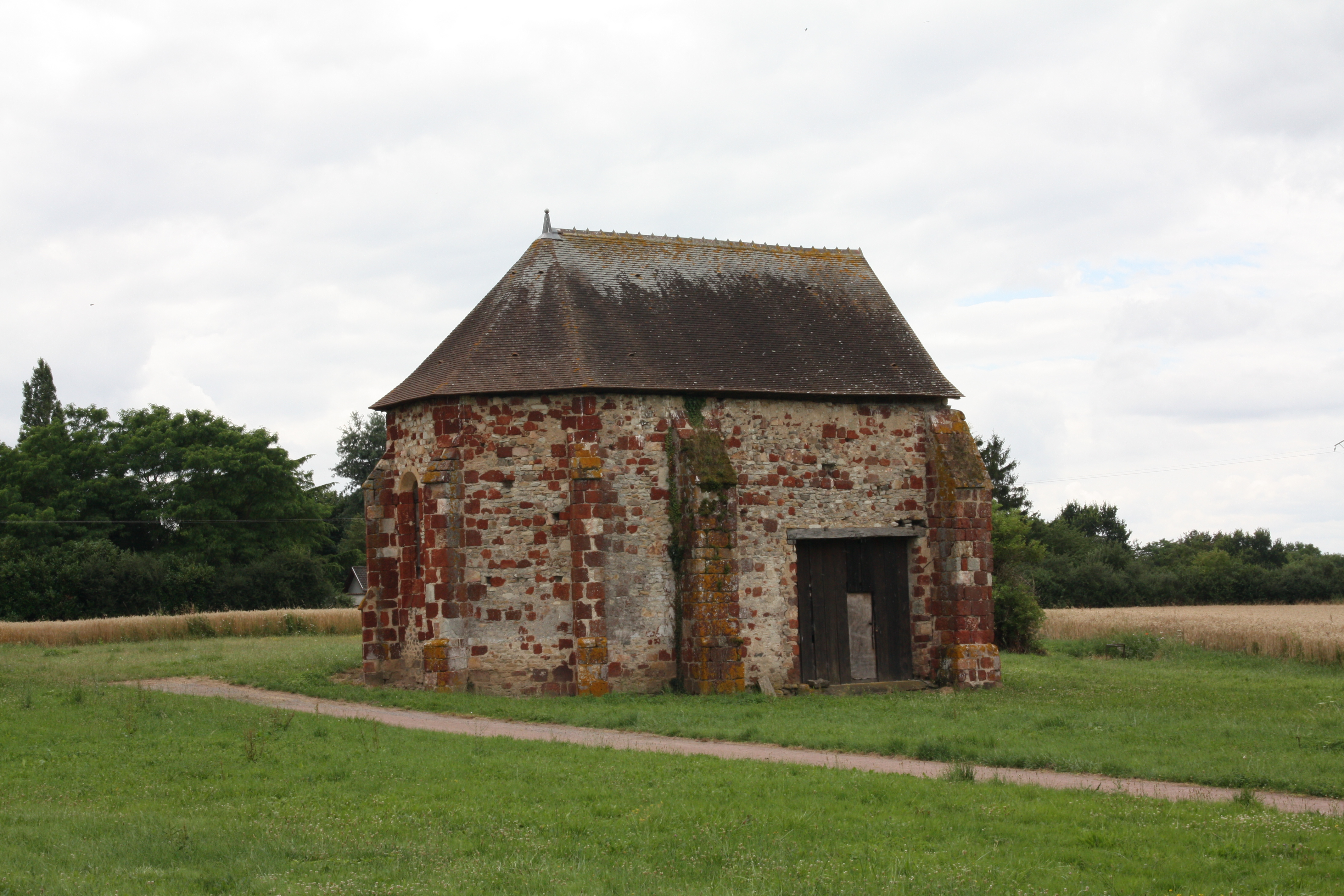
圣母祷告院

2021年，勒尼境内暂无任何文化设施。

### 建筑
截至2025年3月，勒尼境内共有1处建筑被列入法国国家文物保护单位，为圣母祷告院，此外当地的小教堂及镇中心的圣马丁教堂（Église Saint-Martin de Reugny）亦是当地的一处地标性建筑物。

### 旅游
勒尼的旅游事务由其所属的谢尔河谷市镇公共社区联合各级政府协调负责。2024年，勒尼境内暂无任何常规游客接待设施。

### 媒体
法国主要的媒体均可在勒尼接收，法国电视三台下属的奥弗涅-罗讷-阿尔卑斯大区频道在部分时段播出勒尼所在阿列省的地方新闻。《山地报》、Ici奥弗涅地区、震动广播、Scoop广播等是当地主要的地方性媒体。

## 友好城市
截至2025年3月，勒尼暂未建立任何友好城市关系。